# Hi-NRG
Genres dérivés
Hard NRG, new beat, Eurobeat
La hi-NRG, allographe de High Energy, est un genre de musique électronique créée en 1981 à San Francisco. Elle se popularise dans de nombreux clubs. À San Francisco, de nombreux DJ deviennent musiciens avec l'introduction des synthétiseurs. Beaucoup d'entre eux faisaient alors partie de la scène gay. Ils ont accéléré le tempo et donné vie à un nouveau son électronique, la hi-NRG.

## Histoire

### Origines
La musique disco à un tempo plus élevé peut être retracée au milieu des années 1970. Quelques premiers exemples incluent des chansons disco de Biddu (en) et Tina Charles en 1976,. De 1979 à 1987, une musique disco à tempo élevé non-catégorisée se popularise dans les communautés LGBT dans des villes côtières comme New York et San Francisco. Patrick Cowley de San Francisco, et Bobby Orlando, compositeur et producteur new-yorkais, sont derrière le succès de la hi-NRG. Le genre gagne en popularité modérée en Europe.
En 1982, le disco laisse la place à la hi-NRG qui garde les mêmes principes linéaires et répétitifs avec des rythmiques plus rapides. C'est une musique énergique, avec des sons staccato, où la basse syncopée est très souvent appuyée par un clap sonore. Essentiellement composée de synthétiseurs et de boîtes à rythme, elle est programmée à l'aide de séquenceurs analogiques. Interprétée par des voix féminines comme So Many Men, So Little Time (en) de Miquel Brown et Searchin' (I Gotta Find a Man) (en) de Hazell Dean, la hi-NRG est très souvent associée aux boîtes gays et à une image de travesti, Divine et Pete Burns. Ce genre entrera dans les meilleurs classements au Royaume-Uni avec le succès du label Record Shack avec un groupe comme Break Machine et Eartha Kitt. En outre, ce genre peut être considéré comme l'alter ego anglo-saxon de l'Italo disco. Dès 1984, la hi-NRG est remplacée par une autre musique de club, la house et la nu-NRG.

### Succès commercial
En 1983 au Royaume-Uni, le magazine musical Record Mirror débute la publication hebdomadaire de classements musicaux hi-NRG. La hi-NRG se popularise massivement dans les classements pop au Royaume-Uni et aux États-Unis, comme le single Searchin' (I Gotta Find a Man) de Hazell Dean, et High Energy de Evelyn Thomas,. Au milieu des années 1980, les producteurs de hi-NRG des classements pop et dance incluent Ian Levine et le trio Stock Aitken Waterman, tous deux travaillant avec différents autres artistes. Stock Aitken Waterman dénombre deux singles hi-NRG avec leurs titres You Spin Me Round (Like a Record) de Dead or Alive (1er aux Royaume-Uni, 11e aux États-Unis en 1985) et Venus de Bananarama (1er aux États-Unis, 8e au Royaume-Uni en 1986).
Le magazine musical américain Dance Music Report publie également des classements musicaux hi-NRG, et des informations liées à l'industrie au milieu et à la fin des années 1980 alors que le genre atteint son pic de popularité. Dès 1990, cependant, la house et l'eurodance surpassent la popularité de la hi-NRG dans certains danceclubs. Malgré ça, la hi-NRG reste produite et jouée dans de nombreuses formes, incluant de nombreuses versions remixées, et certaines chansons dont les chants sont réédités. Plus tard dans les années 1990, la nu-NRG, un mélange de hi-NRG et de trance, émerge.
Dans les années 2010, l'influence de la hi-NRG se fait encore entendre chez des artistes comme Lady Gaga,,,.

## Caractéristiques
Savoir si la hi-NRG est plus orientée vers le rock que le disco standard est une question d'opinion. La hi-NRG peut être fortement constituée de synthétiseurs, mais ce n'est pas une condition préalable, et le fait qu'elle soit dépourvue de funkiness est, une fois encore, dans l'oreille de l'auditeur. Il est certain que de nombreux artistes chantent dans des styles RnB et soul sur des morceaux hi-NRG. Le tempo du genre varie entre 120 et 140 BPM. Le tempo cité ici ne représente pas toute la gamme des battements (BPM) des morceaux de hi-NRG ; ils proviennent plutôt d'une source qui n'est pas une référence musicale experte, mais une étude sociologique de la culture de la danse. Les paroles ont tendance à être ouvertement kitsch, pince-sans-rire, sexuellement provocantes et à double sens, mais aussi parfois sentimentales ou larmoyantes.
Le style des morceaux énergiques (high energy), en particulier la musique électronique ou le disco, est immédiatement identifiable par ses lignes de basse emblématiques, dont le producteur Giorgio Moroder a été le pionnier, souvent programmées en séquences de basse répétitives, en particulier en doubles croches, ce qui est caractéristique du style électronique hi-NRG, comme dans I Feel Love interprété par Donna Summer et produit par Moroder. Le rythme est caractérisé par un son de synthétiseur énergique, staccato et séquencé de lignes de basse en octaves ou/et où la basse prend souvent la place du charleston, alternant une note plus résonnante avec une note atténuée pour signifier le tempo du disque,. Il y a aussi souvent une forte utilisation du son de clap que l'on trouve sur les boîtes à rythmes.
Une forme de hi-NRG, telle qu'interprétée par les artistes de Megatone Records et Ian Levine, est toute musique disco et dance uptempo, contenant ou non des lignes de basse octaves, qui comprend souvent des reprises de « classiques » Motown (Boys Town Gang) et de torch songs, et qui est souvent « théâtrale », mettant en scène des musiciennes (et des musiciens) avec des personnages de divas facétieuses et des musiciens parfois travestis (Sylvester, Divine), des cabarets/théâtre musical (Vicki Sue Robinson, Sharon Redd). Ce style, qui a influencé Stock Aitken Waterman, a connu un grand succès auprès des amateurs de clubs LGBT dans les années 1980, en particulier les homosexuels noirs et blancs de San Francisco.
Une deuxième forme, précurseur de l'Eurobeat italien/japonais, avec des influences techno, et des débuts de la Chicago house, se concentre avant tout sur ses « lignes de basse à sauts d'octave » séquencées caractéristiques, et c'est sous cette forme que la hi-NRG a réussi à s'imposer auprès du grand public avec Stacey Q, Kim Wilde et Laura Branigan. Les lignes de basse en octave se retrouvent également dans l'électroclash et, dans les deux cas, peuvent être attribuées à la synthpop et même à Giorgio Moroder (I Feel Love).

### Vidéographie
- High Energy : Le Disco survolté des années 80, de Olivier  Monssens, Arte, 2018 : Reportage sur la Hi-HRG, de sa naissance à son déclin, fin des années 1980. Évoquant entre autres la création des titres comme You Spin Me Round (Like a Record) de Dead or Alive, High Energy d'Evelyn Thomas ou Venus des Bananarama, et avec des interviews de Dwayne Holt, Fancy, Bobby Viteritti, Ian Levine, Dan Lacksman, Pete Waterman.